# Helichrysum moeserianum
Helichrysum moeserianum là một loài thực vật có hoa trong họ Cúc. Loài này được Thell. mô tả khoa học đầu tiên năm 1921.